# Superficie di Ganimede
La superficie di Ganimede presenta due tipologie di terreno assai differenti; regioni scure, antiche e fortemente craterizzate si contrappongono a zone più chiare, di formazione più recente, ricche di scoscendimenti e scarpate. La loro origine è chiaramente di natura tettonica, ed è probabilmente da attribuirsi ai movimenti di rilassamento e di riposizionamento della crosta ghiacciata del satellite. Sono visibili anche formazioni geologiche che testimoniano la presenza di flussi lavici in passato; sembrerebbe invece che il criovulcanismo abbia svolto soltanto un ruolo marginale. Grazie ad analisi spettroscopiche delle regioni più scure sono state individuate tracce di materiali organici che potrebbero indicare la composizione degli impattatori che parteciparono al processo di accrezione dei satelliti di Giove. Le regioni più giovani della superficie ganimediana sono relativamente simili a quelle di Encelado, Ariel e Miranda; le regioni più antiche, che coprono circa un terzo della superficie, ricordano la superficie di Callisto.

## Motore degli eventi tettonici

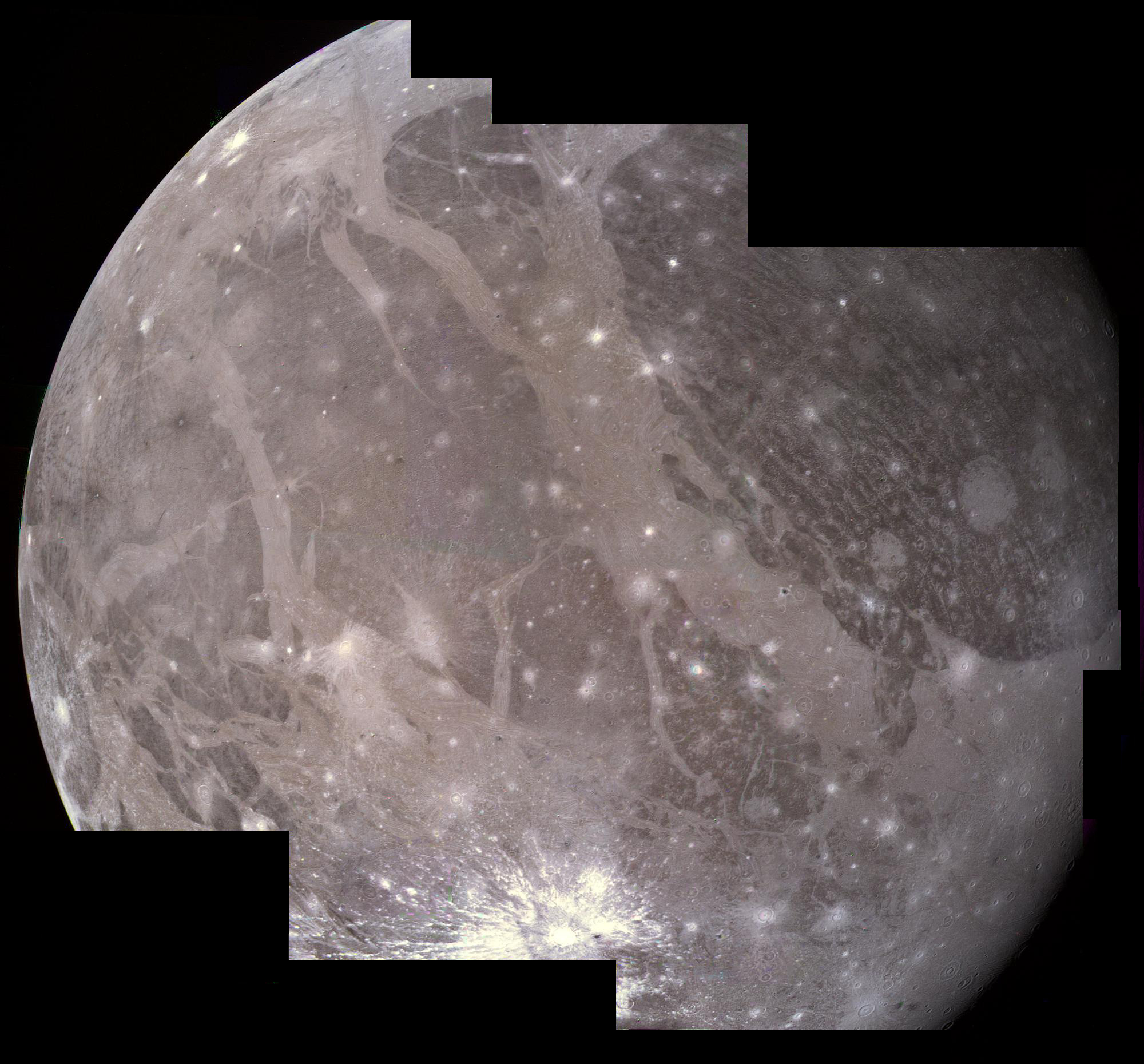
Mosaico dell'emisfero di Ganimede non visibile da Giove, composto da immagini raccolte dalla Voyager 2. L'area scura e più antica visibile in alto a destra è la Galileo Regio. È separata dalla regione scura più piccola Marius Regio alla sua sinistra dal più chiaro e più giovane Uruk Sulcus. Ghiaccio relativamente recente eiettato dal cratere Osiride crea i raggi in basso.

Il motore degli sconvolgimenti tettonici potrebbe essere connesso con gli episodi di riscaldamento mareale avvenuti nel passato della luna, probabilmente rafforzatisi quando il satellite attraversava fasi di risonanza orbitale instabile. La deformazione mareale del ghiaccio potrebbe aver riscaldato l'interno della luna e teso la litosfera, conducendo alla formazione di fratture e di sistemi di horst e graben, che erosero il terreno più antico e più scuro sul 70% della superficie. La formazione del terreno più chiaro e striato potrebbe essere anche connessa con quella del nucleo, durante la cui evoluzione pennacchi di acqua calda proveniente dalle profondità della luna potrebbero essere risaliti alla superficie, determinando la deformazione tettonica della litosfera.
Il riscaldamento derivante dal decadimento di elementi radioattivi all'interno del satellite è la principale fonte di calore interno attualmente esistente. Dal flusso di calore da esso generato dipende, ad esempio, lo spessore dell'oceano sotto superficiale. Modelli recenti sembrerebbero indicare che il flusso di calore prodotto dal riscaldamento mareale avrebbe potuto raggiungere un ordine di grandezza maggiore rispetto al flusso attuale se l'eccentricità fosse stata anch'essa di un ordine di grandezza maggiore dell'attuale (come potrebbe essere stato nel passato).

## Craterizzazione superficiale

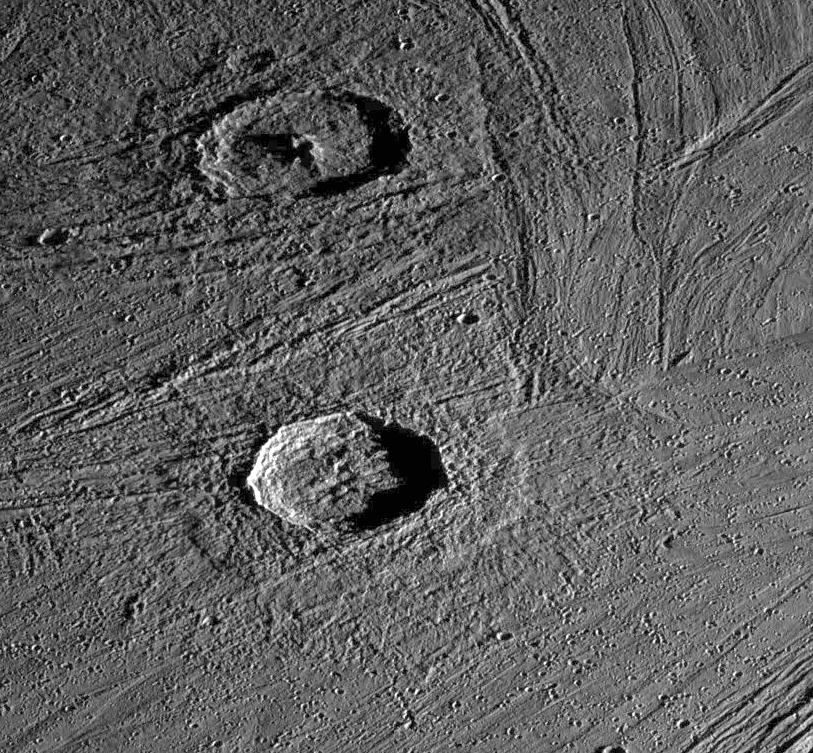
Crateri da impatto recenti sul terreno striato di Ganimede

Entrambi i tipi di terreno sono fortemente craterizzati, con il terreno più scuro che sembra essere saturato da crateri e la cui evoluzione è avvenuta grandemente per mezzo di eventi di impatto. Il terreno più chiaro e striato presenta un numero nettamente inferiore di caratteristiche da impatto, che hanno avuto un ruolo di minore importanza nell'evoluzione tettonica del terreno. La densità dei crateri suggerisce che il terreno scuro risalga a 3,5-4 miliardi di anni fa, un'età simile a quella degli altipiani lunari, mentre il terreno chiaro sarebbe più recente (ma non è chiaro di quanto). Ganimede potrebbe aver sperimentato un periodo di intenso bombardamento meteorico da 3,5 a 4 miliardi di anni fa, simile a quello sperimentato dalla Luna. Se fosse vero, la grande maggioranza degli impatti sarebbe avvenuta in quell'epoca ed il tasso di craterizzazione da allora si sarebbe fortemente ridotto. Alcuni crateri si sovrappongono alle fenditure nel terreno, mentre altri ne sono divisi; questo indica un'origine simultanea dei diversi tipi di formazione geologica. I crateri più recenti presentano anche le caratteristiche strutture a raggiera; a differenza dei crateri lunari, tuttavia, essi sono relativamente più piatti e meno pronunciati, e sono privi dei rilievi circostanti e della depressione centrale, probabilmente per via dell'assenza di roccia alla superficie del satellite. La superficie ganimediana è inoltre ricca di palinsesti, antichi crateri livellati dall'attività geologica successiva, che ha lasciato traccia dell'antica parete solamente sotto forma di una variazione di albedo.

## Formazioni geologiche

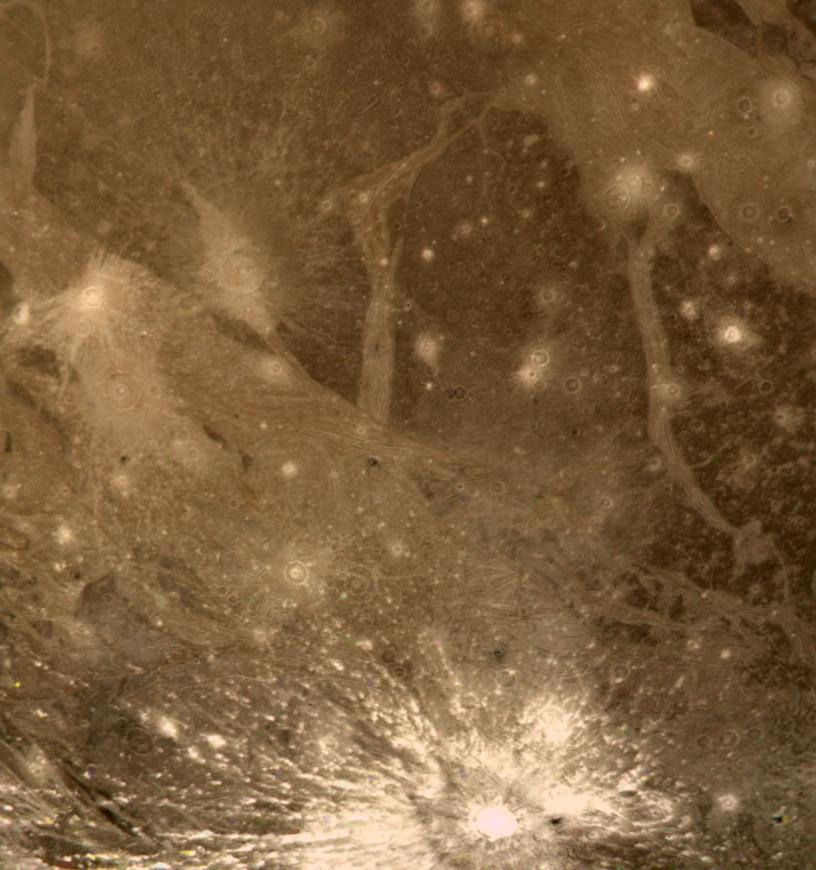
Un cratere d'impatto nell'emisfero meridionale del satellite. È evidente il materiale recente eiettato. Nell'immagine è anche osservabile il contrasto tra il materiale più scuro delle regiones e quello più chiaro dei sulci.

Su Ganimede è possibile distinguere sei tipologie principali delle formazioni geologiche:
- le catenae (catena al singolare), sono allineamenti di crateri oppure di depressioni; su Ganimede sono intitolate a divinità dell'acqua o della creazione secondo le diverse culture. Secondo il mito, Zeus elevò Ganimede al cielo nella costellazione dell'Aquario.
- i crateri, depressioni circolari generalmente formatesi in seguito all'impatto di un meteoroide; su Ganimede sono intitolati a divinità ed eroi dei popoli antichi che abitavano la Mezzaluna Fertile.
- le faculae (facula al singolare), macchie più chiare e luminose rispetto al terreno circostante più scuro; su Ganimede sono intitolate a luoghi associati alla religione egizia.
- le fossae (fossa al singolare), depressioni allungate in senso longitudinale, oppure valli particolarmente lunghe e rettilinee; su Ganimede sono intitolate a draghi e mostri della mitologia assiro-babilonese.
- le regiones (regio al singolare), su Ganimede sono le pianure di terreno antico, più scuro; su Ganimede sono intitolate ad astronomi che hanno contribuito alla scoperta dei satelliti di Giove.
- i sulci (sulcus al singolare), sono profonde fenditure, che ricordano, per la loro forma, delle pieghe nel terreno, che separano fra loro le regiones. Sono di formazione più recente rispetto alle regiones ed appaiono di colore più chiaro. Su Ganimede i sulci sono intitolati a luoghi associati alla mitologia di popoli antichi.

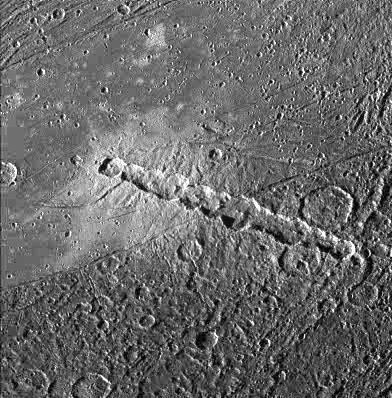
Una catena di crateri presenti sulla superficie di Ganimede.

### Formazioni geologiche principali
La formazione principale della superficie di Ganimede è una pianura scura nota come Galileo Regio, in cui sono distinguibili una serie di fenditure concentriche, o solchi, probabilmente originatisi durante un periodo di attività geologica. Un'altra importante caratteristica di Ganimede sono le calotte polari, probabilmente composte di brina di acqua. La brina raggiunge i 40° di latitudine. Le calotte polari furono osservate per la prima volta dalle sonde Voyager. Sono state sviluppate due teorie sulla loro formazione: esse potrebbero derivare dalla migrazione di acqua a latitudini maggiori, oppure dal bombardamento da plasma del ghiaccio superficiale. I dati raccolti durante la missione Galileo suggeriscono che la seconda ipotesi sia quella corretta.